# El Chivato (Perú)
El Chivato es una localidad peruana ubicada en el distrito de Corrales, perteneciente a la provincia y el departamento de Tumbes, al norte del Perú. 

## Ubicación
El Chivato se ubica al norte de la provincia de Tumbes, en el distrito de Corrales, en el departamento de Tumbes.

## Demografía
En 2017 El Chivato tenía una población de 1 habitante.